# Team Vorarlberg/Saison 2016
Dieser Artikel listet Erfolge und Fahrer des Radsportteams Vorarlberg in der Saison 2016 auf.

## Erfolge in der UCI Europe Tour
| Datum         | Rennen                             | Kat. | Sieger            |
| ------------- | ---------------------------------- | ---- | ----------------- |
| 16. April     | 4. Etappe Tour du Loir-et-Cher     | 2.2  | Patrick Schelling |
| 13.–17. April | Gesamtwertung Tour du Loir-et-Cher | 2.2  | Patrick Schelling |
| 7. Mai        | 4. Etappe Fléche du Sud            | 2.2  | Sergio Sousa      |
| 4.–8. Mai     | Gesamtwertung Fléche du Sud        | 2.2  | Sergio Sousa      |

## Abgänge – Zugänge
| Zugänge           | Team 2015                 | Abgänge            | Team 2016                    |
| ----------------- | ------------------------- | ------------------ | ---------------------------- |
| Brian Bulgaç      | Team Lotto NL-Jumbo       | Nicolas Baldo      | Team Roth                    |
| Žsolt Der         | Start-Trigon Cycling Team | Víctor de la Parte | CCC Sprandi Polkowice        |
| Manuel Porzner    | Team Stölting             | Grischa Janorschke | Team Roth                    |
| Patrick Schelling | IAM Cycling               | Daniel Paulus      | Unbekannt                    |
| Patrick Schultus  | Tirol Cycling Team        | Christoph Springer | Unbekannt                    |
| Sérgio Sousa      | LA Aluminios-Antarte      | Andreas Walzel     | Team Felbermayr Simplon Wels |
| Thomas Umhaller   | Amplatz-BMC               | Akinori Yamamura   | Unbekannt                    |
| Francesc Zurita   | Infisport-Alavanet        |                    |                              |

## Mannschaft
| Teamkader 2016                            | Teamkader 2016   | Teamkader 2016 | Teamkader 2016                      |
| Name                                      | Geburtsdatum     | Land           | Vorheriges Team                     |
| ----------------------------------------- | ---------------- | -------------- | ----------------------------------- |
| Brian Bulgaç                              | 7. April 1988    | Niederlande    | LottoNL-Jumbo (2015)                |
| Zsolt Dér                                 | 25. März 1983    | Ungarn         | Start-Massi Cycling Team (2015)     |
| Patrick Jäger                             | 3. Februar 1994  | Österreich     |                                     |
| Clément Koretzky                          | 30. Oktober 1990 | Frankreich     | Bretagne-Séché Environnement (2015) |
| Michael Kucher                            | 26. März 1993    | Österreich     |                                     |
| Daniel Lehner                             | 14. April 1994   | Österreich     |                                     |
| Lukas Meiler                              | 14. Februar 1995 | Deutschland    | Gebrüder Weiss-Oberndorfer (2014)   |
| Manuel Porzner                            | 25. Februar 1996 | Deutschland    | Stölting (2015)                     |
| Patrick Schelling                         | 1. Mai 1990      | Schweiz        | IAM Cycling (2015)                  |
| Manuel Schreiber                          | 17. März 1990    | Österreich     |                                     |
| Patrick Schultus                          | 27. Januar 1994  | Österreich     |                                     |
| Sérgio Sousa                              | 11. Oktober 1983 | Portugal       |                                     |
| Thomas Umhaller                           | 6. Juli 1995     | Österreich     |                                     |
| Nicolas Winter                            | 15. Februar 1989 | Schweiz        |                                     |
| Francesc Zurita                           | 10. Januar 1992  | Spanien        |                                     |
|                                           |                  |                |                                     |
| Quellen: ProCyclingStats Cycling Archives |                  |                |                                     |